# Constructie (Shlomo Koren)
Constructie is een artistiek kunstwerk in Amsterdam-Zuidoost.
Kunstenaar Shlomo Koren werd bij de aanleg van het Bijlmerpark (in 2014 hernoemd in Nelson Mandelapark) gevraagd een beeld te ontwerpen. Hij kreeg net als een aantal andere kunstenaars een opdracht in het kader van de halfprocentsregeling (een ½% van de aanbestedingskosten voor bouwwerken kon uitgegeven worden aan kunstobjecten); dat gaf hier een vrij bedrag van 1.860.000 NLG. Hij liet zich inspireren door de betonnen flatgebouwen die rondom het park stonden en welke kant je ook uitkeek het zicht op de omgeving blokkeerden. Voorts vond hij het park “te netjes”. Koren kwam met een constructie van veertien aluminium buizen; eigenlijk meer geen object dan een object. De kunstenaar vond het afsteken bij de bebouwde en niet-bebouwde omgeving. Het werk ziet er uit als een grote diabolo (X-vorm opgehangen aan staanders), die compleet doorzichtig is, op de buizen na. Koren hield zelf een vergelijking met een brug af, maar wilde wel een object dat een ene kant met een andere verbindt. Hij gaf zelf toe dat “hij van open beelden hield”
Het beeld werd in 1976 in het noordelijk deel (ten noorden van de Karspeldreef) neergezet over een watergang. Bij de herinrichting van het park in 2010 werd het verplaatst naar het zuidelijk deel. Het staat in een in 2010 aangelegde vijver nabij de bruggen 1217 en 1218. Door het voetpad tussen de bruggen te volgen lijkt Constructie te veranderen.

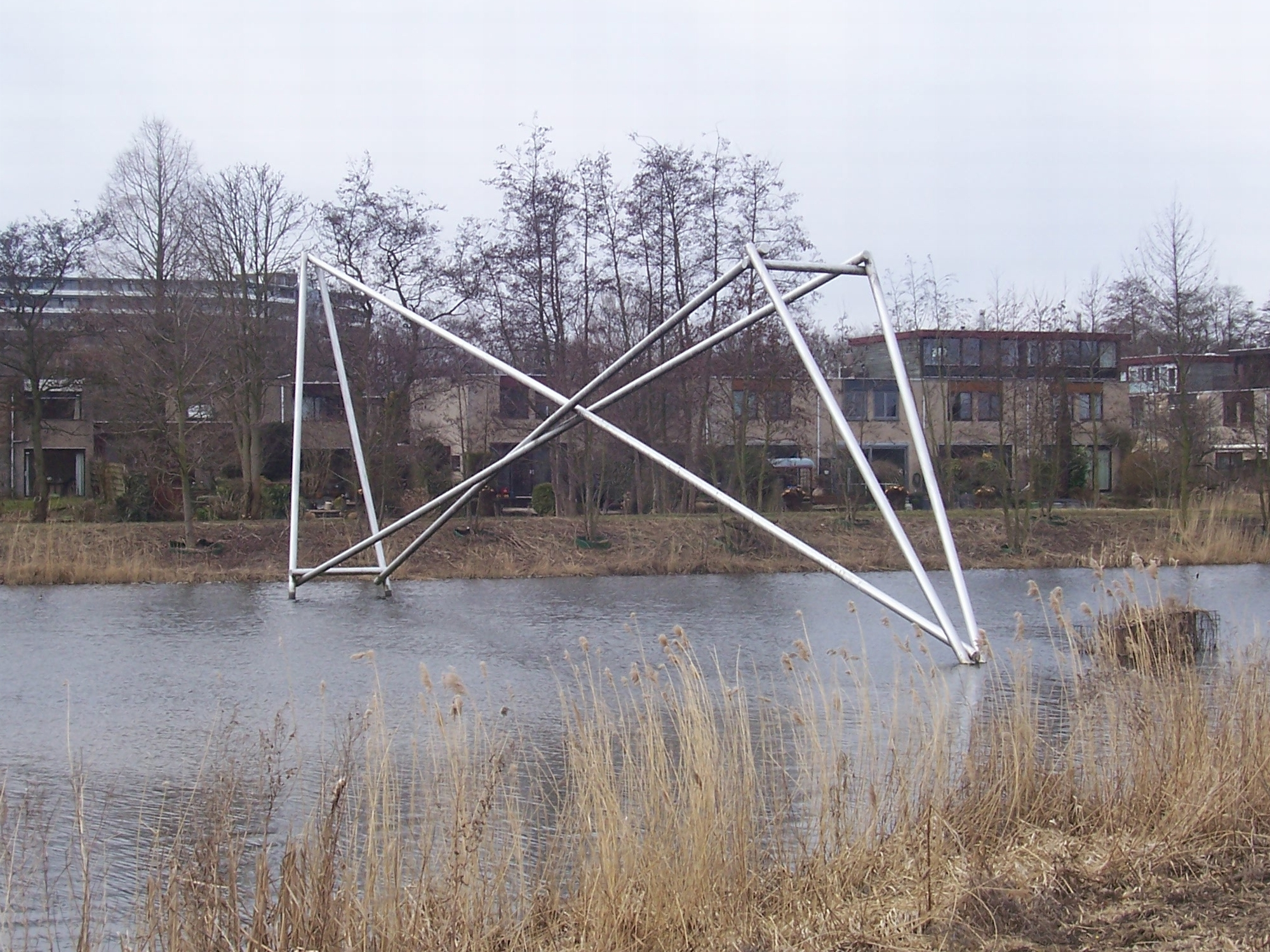
Constructie in het open veld (2013)